# Сокол Володимир Васильович
Володимир Васильович Сокол (нар. 13 жовтня 1926, місто Дніпропетровськ, тепер Дніпро Дніпропетровської області) — український радянський партійний діяч. Депутат Верховної Ради УРСР 7-го скликання. Кандидат у члени ЦК КПУ в 1971—1976 роках. Кандидат економічних наук (1975).

## Біографія
У 1942—1944 роках — у Червоній армії. Учасник німецько-радянської війни.
У 1948 році закінчив Дніпропетровський інститут інженерів залізничного транспорту.
Член ВКП(б) з 1948 року.
У 1949—1950 роках — викладач Дніпропетровського інституту інженерів залізничного транспорту.
У 1950—1951 роках — секретар Дніпропетровського міського комітету ЛКСМУ.
У 1951—1952 роках — завідувач відділу робітничої молоді ЦК ЛКСМУ.
У 1952—1954 роках — 1-й секретар Київського міського комітету ЛКСМУ.
У 1954—1958 роках — 1-й секретар Київського обласного комітету ЛКСМУ.
У 1959—1962 роках — 1-й секретар Сталінського районного комітету КПУ міста Києва.
У жовтні 1962 — грудні 1965 року — голова Комітету з фізичної культури і спорту при Раді Міністрів Української РСР (голова Союзу спортивних товариств і організацій УРСР).
У грудні 1965 — 24 березня 1966 року — секретар Київського обласного комітету КПУ.
24 березня 1966 — 24 травня 1971 року — 2-й секретар Київського обласного комітету КПУ.
У 1972—1987 роках — директор (начальник) Київського електротехнічного заводу «Транссигнал». 
У 1988—1994 роках — старший науковий співробітник Академії наук України. У 1994—2001 роках — головний спеціаліст «Укрзалізничреммаш».

## Нагороди
- орден Жовтневої Революції (1986)
- орден Вітчизняної війни II-го ст.
- три ордени Трудового Червоного Прапора (26.02.1958,)
- орден Дружби народів
- медалі